# Natalia Czerwonka
Natalia Barbara Czerwonka (20 oktober 1988) is een Poolse langebaanschaatsster. Zij is een allroundster, met een voorkeur voor de 1000, 1500 meter en 3000 meter. Daarnaast maakt zij vaak ook onderdeel uit van de Poolse achtervolgingsploeg. Ze hoorde niet bij het team dat in 2010 olympisch brons won, maar wel bij het team dat op de wereldkampioenschappen schaatsen afstanden 2012 brons en op de WK afstanden 2013 zilver won.
Op nationaal niveau draait Czerwonka op alle afstanden goed mee, in eerste instantie achter Katarzyna Wójcicka. Ze won inmiddels al meer dan twintig medailles op de Poolse afstandskampioenschappen, waaronder goud op uiteenlopende afstanden als de 500 en 5000 meter. Op het EK van 2012 in Boedapest eindigde ze voor het eerst bij de beste twaalf, waardoor ze mocht uitkomen op de slotafstand en zevende werd. Dat jaar reed ze ook het WK allround, een dubbel die ze in 2013 herhaalde.
Op 4 augustus 2014 raakte Czerwonka tijdens een trainingskamp nabij Lódz zwaargewond met hoofdletsel en een gebroken ruggengraat door een aanrijding van een tractor. Op 3 december 2021 werd bondscoach Jan Coopmans tijdens een training in Salt Lake City van achteren aangereden door Czerwonka die de bocht uitkwam, onderuit gleed en op hoge snelheid heel ver doorschoof.
Haar nationale record op de 1000 meter van 1.14,09, gereden in  Salt Lake City in maart 2019, werd op dezelfde baan in december 2021 met 1 honderdste verbeterd door Andżelika Wójcik.

## Persoonlijke records
| Afstand    | Tijd    | Datum            | Baan           |
| ---------- | ------- | ---------------- | -------------- |
| 500 meter  | 38,84   | 9 december 2017  | Salt Lake City |
| 1000 meter | 1.14,10 | 9 maart 2019     | Salt Lake City |
| 1500 meter | 1.53,56 | 16 februari 2020 | Salt Lake City |
| 3000 meter | 4.02,57 | 7 februari 2020  | Calgary        |
| 5000 meter | 7.18,55 | 29 november 2013 | Astana         |

## Resultaten
| Jaar | NK Allround | NK Sprint | NK Afstanden                                | EK Allround | WK Sprint | WK Allround                   | WK Afstanden                                          | Olympische Spelen                                 | Wereldbeker                            | WK Junioren |
| ---- | ----------- | --------- | ------------------------------------------- | ----------- | --------- | ----------------------------- | ----------------------------------------------------- | ------------------------------------------------- | -------------------------------------- | ----------- |
| 2003 |             |           | 24e 500m                                    |             |           |                               |                                                       |                                                   |                                        |             |
| 2004 |             | 21e       | 18e 1000m 16e 500m                          |             |           |                               |                                                       |                                                   |                                        |             |
| 2005 | 5e          | 5e        | 5e 1500m 9e 1000m 11e 3000m                 |             |           |                               |                                                       |                                                   |                                        |             |
| 2006 |             | Zilver    | 5e 500m 4e 1000m 5e 1500m 4e 3000m 7e 5000m |             |           |                               | 31e 11e achtervolging                                 |                                                   |                                        |             |
| 2007 |             | NC21      | 4e 500m · 1000m · 4e 1500m · 5e 3000m       |             |           |                               | 25e 10e achtervolging                                 |                                                   |                                        |             |
| 2008 | 4e          |           | 500m · 1000m · 1500m · 3000m                | NC17        |           | 20e 1500m                     | 0p 500m 0p 1000m 47e 1500m 0p 3k/5k                   | 11e 5e achtervolging                              |                                        |             |
| 2009 | Zilver      | Brons     | 500m · 4e 1000m · 1500m · 3000m · 4e 5000m  |             |           | 8e achtervolging              | 0p 1500m 0p 3k/5k                                     |                                                   |                                        |             |
| 2010 | Goud        | Goud      | 500m · 1000m · 1500m · 3000m ·              |             |           |                               | 35e 1500m                                             | 0p 1000m 48e 1500m 0p 3k/5k                       |                                        |             |
| 2011 |             |           | 500m · 1000m · 1500m · 3000m                | NC17        |           | 24e 1000m 20e 1500m 21e 3000m |                                                       | 45e 1000m 45e 1500m 31e 3k/5k                     |                                        |             |
| 2012 | Goud        |           | 500m · 1000m · 1500m · 3000m · 5000m        | 7e          |           | NC17                          | 10e 1500m · 13e 3000m · achtervolging                 | 0p 1000m 18e 1500m 27e 3k/5k                      |                                        |             |
| 2013 |             | Goud      | 500m · 1000m · 1500m · 3000m · 5000m        | NC11        |           | NC15                          | 17e 1500m · 21e 3000m · achtervolging                 | 0p 500m 0p 1000m 17e 1500m 21e 3k/5k              |                                        |             |
| 2014 | Zilver      |           | 500m · 1500m · 3000m · 5000m                | NC13        |           | 8e                            |                                                       | 23e 1000m · 15e 1500m · 16e 3000m · achtervolging | 36e 1000m 18e 1500m 19e 3k/5k          |             |
|      |             |           |                                             |             |           |                               |                                                       |                                                   |                                        |             |
| 2016 |             |           |                                             | NC11        |           | NC12                          | 17e 1000m 12e 1500m 5e achtervolging                  |                                                   | 40e 1000m 11e 1500m 40e 3k/5k          |             |
| 2017 |             |           |                                             | 7e          | 19e       | 7e                            | 15e 1000m 10e 1500m 7e achtervolging                  | 51e 500m 15e 1000m 11e 1500m 26e 3k/5k            |                                        |             |
| 2018 |             |           |                                             |             |           | NC11                          |                                                       | 12e 1000m 9e 1500m 7e achtervolging               | 51e 500m 11e 1000m 11e 1500m 44e 3k/5k |             |
| 2019 |             |           |                                             |             | 18e       |                               | 16e 1000m 12e 1500m 6e achtervolging                  |                                                   | 56e 500m 12e 1000m 9e 1500m            |             |
| 2020 |             |           |                                             |             |           |                               | 11e 1500m · 17e 3000m · 5e achtervolging · teamsprint | 10e 1000m 10e 1500m 30e 3k/5k                     |                                        |             |
| 2021 |             |           |                                             | NC13        |           |                               | 13e 1000m 6e 1500m 5e achtervolging                   | 7e 1000m 5e 1500m 31e 3k/5k                       |                                        |             |
| 2022 |             |           |                                             |             |           |                               |                                                       | 19e 1500m 8e achtervolging                        | 0p 500m 25e 1000m 19e 1500m 32e 3k/5k  |             |

NC# = Niet gekwalificeerd voor de laatste afstand, maar wel als # in het eindklassement

### Medaillespiegel
| Kampioenschap     | Goud | Zilver | Brons |
| ----------------- | ---- | ------ | ----- |
| NK Allround       | 2    | 1      | 0     |
| NK Sprint         | 2    | 1      | 1     |
| NK Afstanden      | 10   | 9      | 7     |
| WK Afstanden      | 0    | 1      | 1     |
| Olympische Spelen | 0    | 1      | 0     |

- Nationale Bibliotheek van Polen: a0000003578932
- Virtual International Authority File: 4751148753695341320007